# Diclidurini
Diclidurini – plemię ssaków z podrodziny upiorów (Emballonurinae) w obrębie rodziny upiorowatych (Emballonuridae).

## Rozmieszczenie geograficzna
Plemię obejmuje gatunki występujące w Ameryce Środkowej i Południowej.

## Podział systematyczny
Do plemienia należą następujące rodzaje:
- Cormura W.C.H. Peters, 1867 – kasztanik – jedynym przedstawicielem jest Cormura brevirostris (J.A. Wagner, 1843) – kasztanik krótkopyski
- Balantiopteryx W.C.H. Peters, 1867 – worecznik
- Cyttarops O. Thomas, 1913 – małousznik – jedynym przedstawicielem jest Cyttarops alecto O. Thomas, 1913 – małousznik amerykański
- Diclidurus zu Wied-Neuwied, 1820 – duszek
- Peropteryx W.C.H. Peters, 1867 – psinek
- Centronycteris J.E. Gray, 1838 – kudłatek
- Rhynchonycteris W.C.H. Peters, 1867 – długonosek – jedynym przedstawicielem jest Rhynchonycteris naso (zu Wied-Neuwied, 1820) – długonosek amerykański
- Saccopteryx Illiger, 1811 – kieszennik